# 星の王子さま (1974年の映画)
『星の王子さま』（ほしのおうじさま、The Little Prince）は、1974年のアメリカ・イギリスの合作映画。

## 概要
ミュージカル映画の鬼才スタンリー・ドーネン監督がサン＝テグジュペリの同名の児童文学をミュージカル映画にした作品。ストーリーは原作に忠実であり、正統派のミュージカル映画の形を取りつつ、ボブ・フォッシーの斬新なダンスを取り入れるなど、往年の映画とは違う新旧がタイプがぶつかり合う形の映画になったが、作品の評価はドーネンの作品ではそれほど高いものではないという。
フォッシーが劇中で披露したダンスはマイケル・ジャクソンに影響を与えたといわれている。

## スタッフ
- 監督・製作：スタンリー・ドーネン
- 原作：アントワーヌ・ド・サン＝テグジュペリ
- 脚本：アラン・ジェイ・ラーナー
- 撮影：クリストファー・チャリス
- 音楽：フレデリック・ロウ（作曲）、アラン・ジェイ・ラーナー（作詞）、ダグラス・ガムリー、アンジェラ・モーレイ
- 振付：ボブ・フォッシー[3]

## キャスト
- パイロット：リチャード・カイリー
- 星の王子さま：スティーヴン・ワーナー
- ヘビ：ボブ・フォッシー
- キツネ：ジーン・ワイルダー
- バラ：ドナ・マッケニー
- 王様：ジョス・アクランド
- 実業家：クライブ・レヴィル
- 歴史家：ビクター・スピネッチ
- 将軍：グレアム・クローデン